# Ivan de Chaudoir
Le baron Ivan Maximilianovitch de Chaudoir (Иван Максимилианович де Шодуар), né en 1859 et mort à Jitomir le 5 mai 1919, est un mécène russe, descendant d'une famille française. Il est le fils de l'entomologiste Maximilien de Chaudoir et le petit-fils de l'entomologiste Stanislas de Chaudoir.

## Biographie
Ivan de Chaudoir est le dernier représentant d'une famille d'origine française qui descend d'un marchand français protestant, Jean-Joseph Chaudoir, installé à Varsovie dans les années 1770, et qui devient sujet de l'Empire russe en 1795, en tant que marchand de la première guilde. Jean-Joseph Chaudoir reçoit son titre de baron du roi Maximilien Ier de Bavière en 1814. La famille s'est établie en 1804 dans une propriété à Ivnitza près de Jitomir dans l'Empire russe (aujourd'hui en Ukraine). La famille est reçue dans la noblesse russe en 1819 sous le règne d'Alexandre Ier, et son titre de baron est confirmé dans la noblesse russe en 1827. Son frère, Antoine Chaudoir, est pasteur (1749-1824) et fait ses études à Leyde (où il est pasteur de 1776 à 1779). Il est l'auteur d'ouvrages théologiques. Jean-Joseph de Chaudoir est l'arrière-grand-père d'Ivan de Chaudoir. Ce dernier est enregistré comme propriétaire terrien dans le gouvernement de Volhynie, où se trouve Ivnitza.

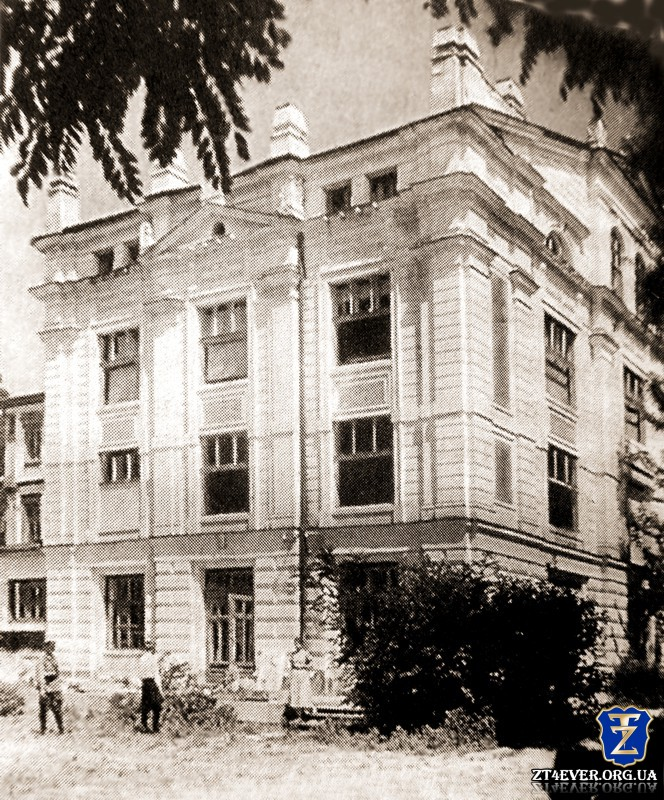
Propriété du baron de Chaudoir à Jitomir, avant la Révolution.

Le baron de Chaudoir fait don de sommes importantes pour la fondation de bonnes œuvres charitables et religieuses, ainsi que pour la fondation d'entreprises dans le domaine de la science, de la culture et du sport. Il aménage le parc Chaudoir (aujourd'hui parc Youri-Gagarine) à Jitomir dont il fait don à la ville.
Il fait construire à Jitomir un hôtel particulier de trois étages dans le goût néoclassique. Après sa mort en 1912, la demeure devient musée régional. Celui-ci souffre de dommages pendant la guerre civile russe (1919-1922) et une partie des collections est dispersée entre différents musées de la république socialiste soviétique d'Ukraine. La demeure est démolie par les bombardements de la Seconde Guerre mondiale. 
Le baron de Chaudoir a fait venir de la propriété familiale d'Ivnitza, en 1908, la bibliothèque de son père et de son grand-père (et ses propres volumes) qui compte plus de trente mille livres, ainsi que la collection de tableaux et la collection numismatique de son grand-père et sa collection de lettres autographes, collections qu'il installe dans son hôtel particulier de Jitomir.
Il fait venir également en 1908 le doctorant en philologie slave, K. S. Kouzminski, pour répertorier et cataloguer la bibliothèque et les collections. Il y découvre notamment des manuscrits anciens en langue slavonne et des incunables slaves dont quatre-vingt-douze sont offerts par le baron de Chaudoir à la bibliothèque du musée historique Alexandre III de Moscou. Une partie des livres et volumes (9 421 pièces dont 1 536 manuscrits du XVe siècle à 1918) appartient aujourd'hui à la bibliothèque nationale d'Ukraine.

## Source
- (ru) Cet article est partiellement ou en totalité issu de l’article de Wikipédia en russe intitulé « Шодуар, Иван Максимилианович » (voir la liste des auteurs).